# Acianthera serpentula
Acianthera serpentula là một loài phong lan.

## Hình ảnh

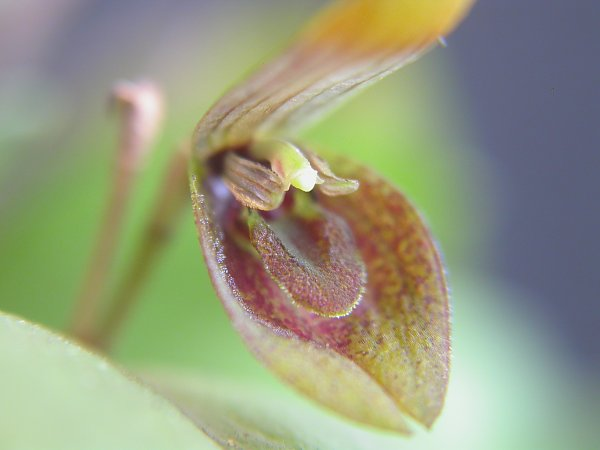
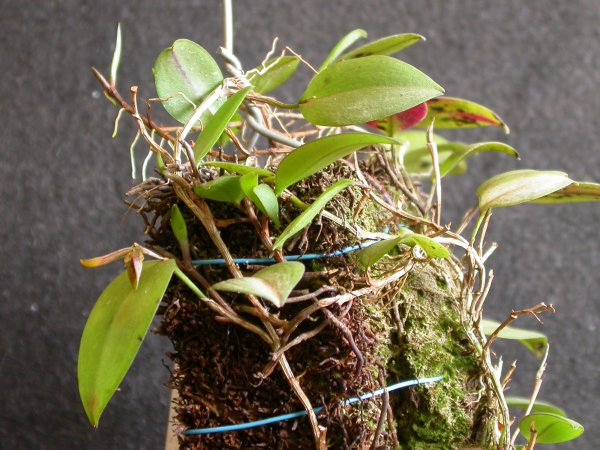
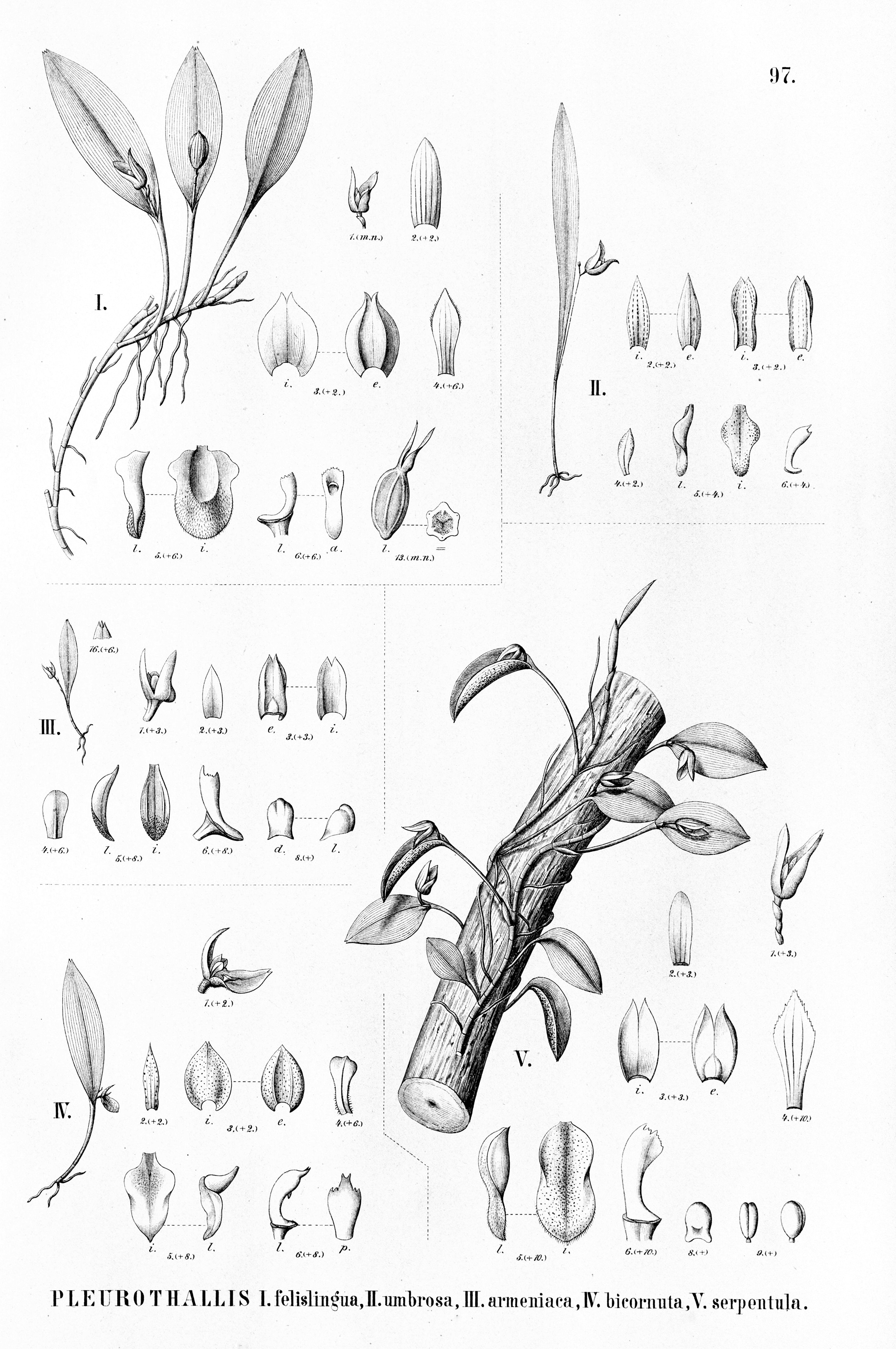
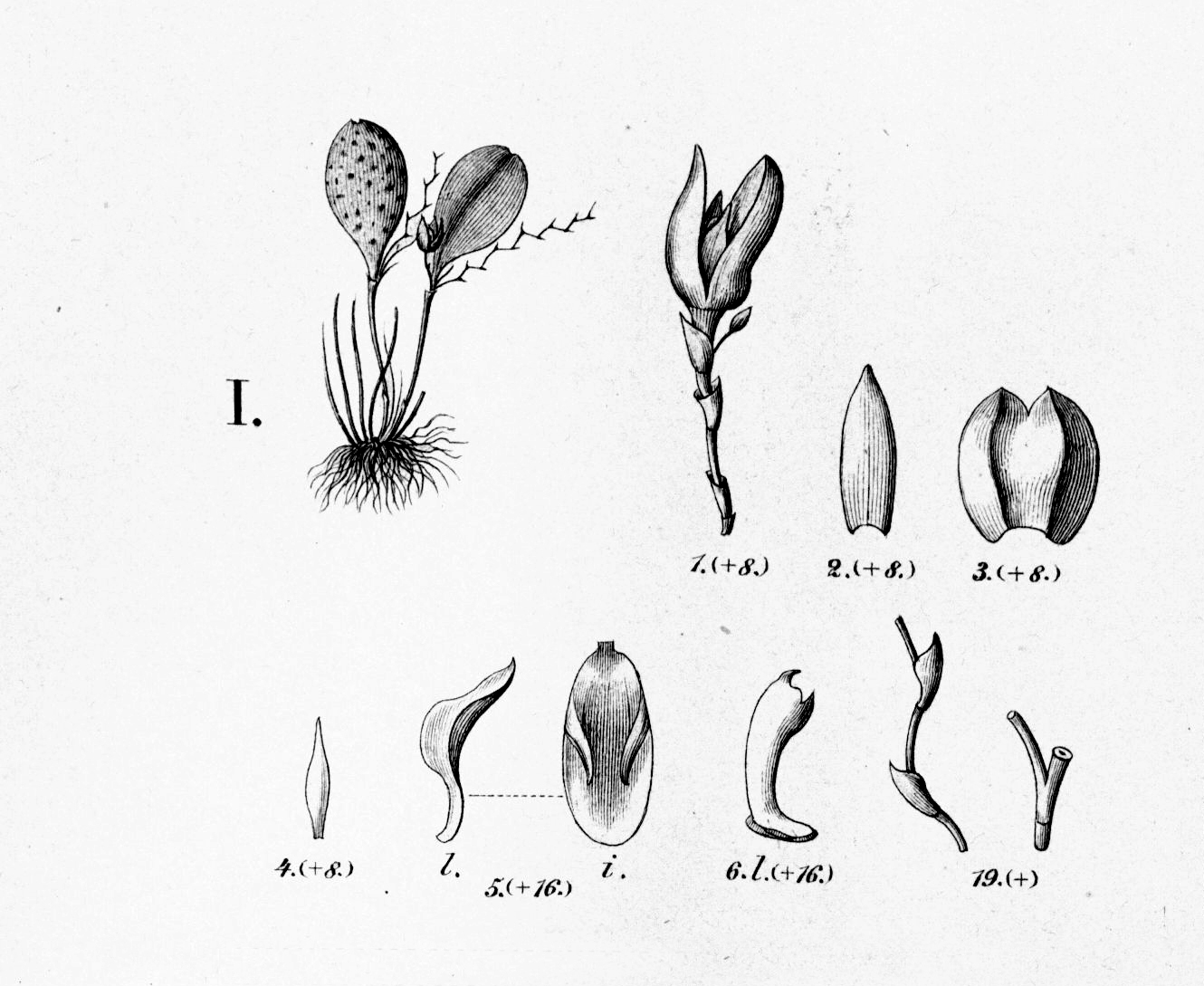